# Goniodes pavonis
Goniodes pavonis är en insektsart som först beskrevs av Carl von Linné 1758. Enligt Catalogue of Life ingår Goniodes pavonis i släktet medusalöss och familjen fjäderlöss, men enligt Dyntaxa är tillhörigheten istället släktet medusalöss och familjen Goniodidae. Arten är reproducerande i Sverige. Inga underarter finns listade i Catalogue of Life.